# Seabees

Seabee-Logo

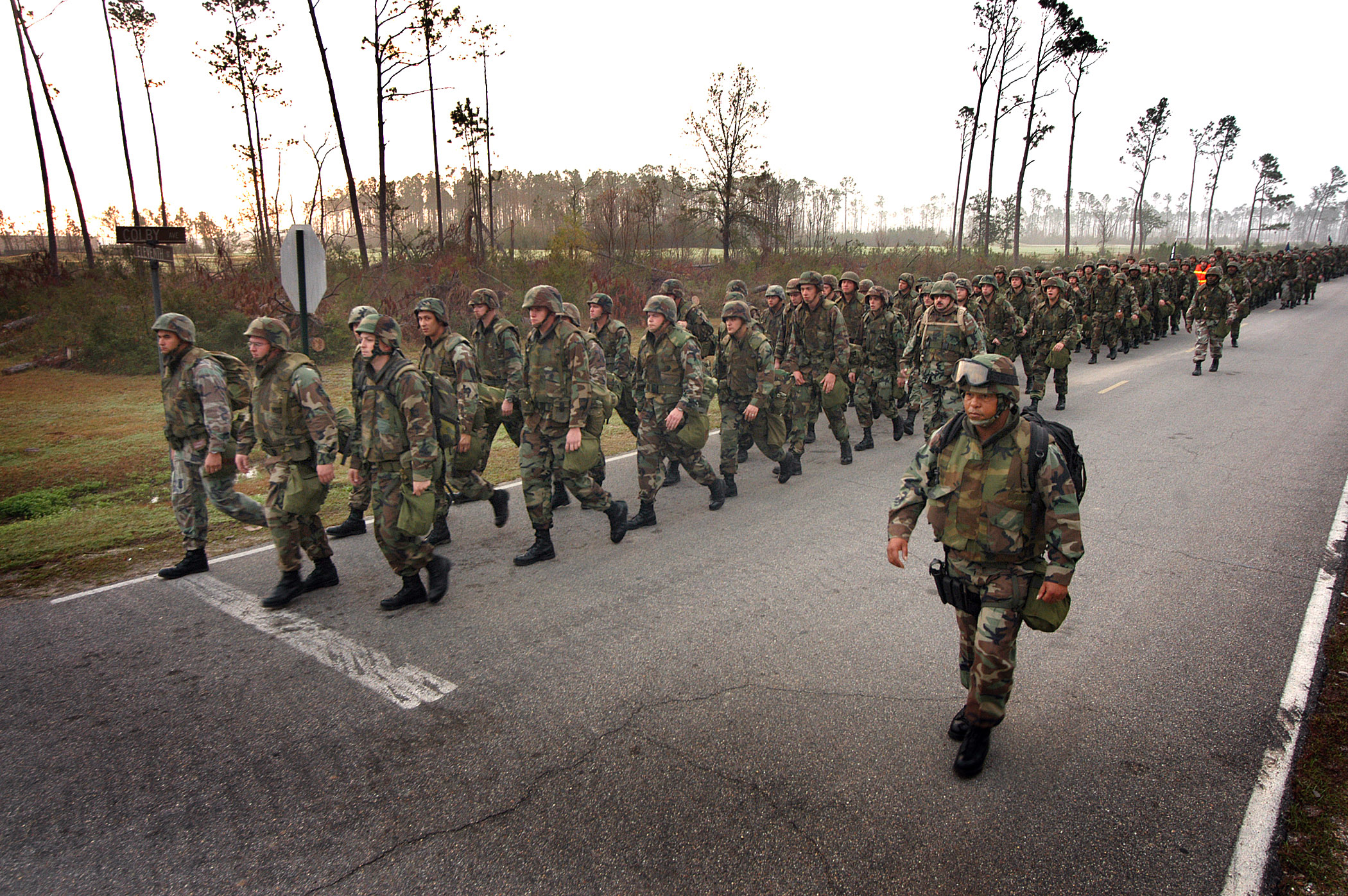
Naval Mobile Construction Battalion One (NMCB-1), 2006

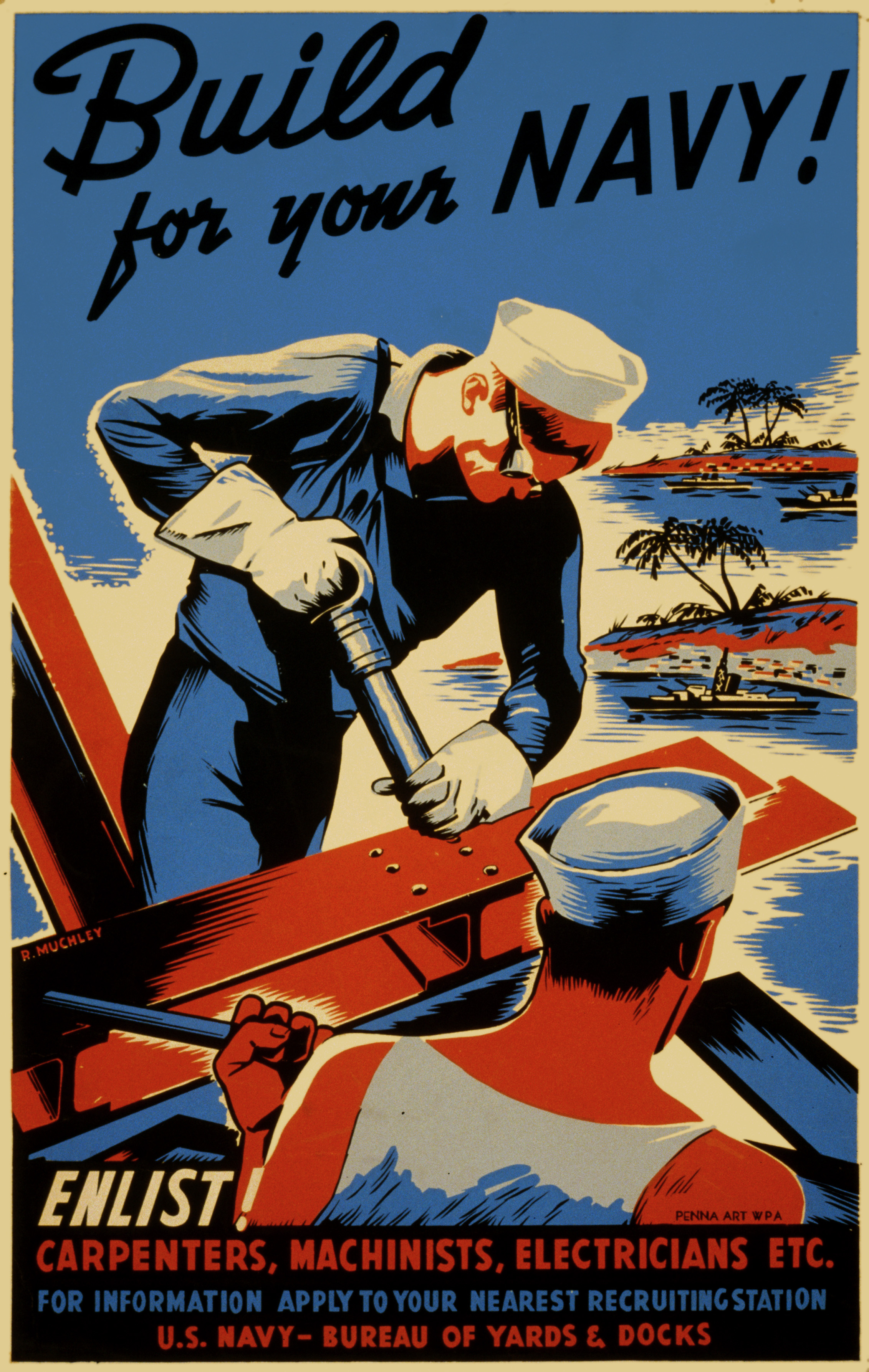
Werbeplakat im Zweiten Weltkrieg

Die Seabees (engl. für „Seebienen“) sind die Bautruppen der US Navy. Der Name stammt von der Abkürzung CB für Naval Construction Battalion. Ihr Motto lautet Construimus, Batuimus (We Build, We Fight).

## Geschichte
Der Ursprung der Seabees liegt in einem Bauregiment (1500 Mann), das am 30. Dezember 1917 in Camp Paul Jones voll einsatzbereit wurde.
Nach dem japanischen Angriff auf Pearl Harbor Anfang Dezember 1941 und dem Beginn des Pazifikkriegs stand es für die Führung der US Navy außer Frage, dass im Kriegsgebiet neue Basen und Stützpunkte errichtet werden mussten. Der Entschluss, ein Bauregiment aufzustellen, stand Ende 1941 fest, und die Rekrutierung von Personal für die drei Bataillone des Regiments begann am 5. Januar 1942. Ein Trainingscenter gab es im Camp Allen und Camp Bradford, nahe Norfolk im Bundesstaat Virginia.
Nach anfänglichen Einsätzen im Pazifikraum wurden die Seabees auch im Atlantik und bei den Landungen im Mittelmeerraum (Operation Torch, Operation Husky, Operation Dragoon) eingesetzt. Den wohl wichtigsten Einsatz führte das Regiment im Rahmen der „Operation Overlord“ aus, als es die beiden künstlichen Mulberry-Häfen vor der Küste der Normandie errichtete.
Am Ende des Zweiten Weltkriegs bestand der Verband aus 7960 Offizieren und 325.000 Soldaten.
Das größte Projekt der Seabees in Friedenszeiten war die Errichtung der Militärbasis auf Diego Garcia im Indischen Ozean ab 1971. Der Bau dauerte 11 Jahre und kostete 200 Mio. US-Dollar.

## Struktur
Seit 2013 sind die Seabees in drei Großeinheiten mit zusammen elf Bataillonen unterteilt. An der Atlantikküste sind drei Naval Mobile Construction Battalions in Gulfport, Mississippi stationiert. Am Pazifik stehen drei Naval Mobile Construction Battalions in Port Hueneme, nahe Oxnard, Kalifornien. Fünf Naval Mobile Construction Battalion gehören zur Naval Reserve, sie haben ihre Heimat-Stützpunkte in Naval Air Station Jacksonville, Florida, Port Hueneme, Kalifornien, Fort Worth, Texas, Fort McCoy, Wisconsin und Westover Air Reserve Base, Massachusetts. Die Reserve-Bataillone haben jeweils einzelne Einheiten an verschiedenen dezentralen Stützpunkten.

## Film
1944 kam der patriotische Kriegsfilm The Fighting Seabees in die US-Kinos; er wurde ein kommerzieller Erfolg. John Wayne spielt darin den Kommandeur eines bewaffneten Seabee-Bautrupps, der während eines Gefechts sein Leben opfert.